# Шумский (посёлок)
Шу́мский — рабочий посёлок в Нижнеудинском районе Иркутской области России. Административный центр и единственный населённый пункт Шумское городского поселения.

## География
Рабочий посёлок находится на правом берегу реки Уда.

## История
Населённый пункт возник при строительстве железнодорожной станции «Уда-2» в 1924 году. Указом Президиума Верховного Совета РСФСР от 14 мая 1943 году посёлку Шум присвоено наименование рабочий посёлок Шумский.

## Население
| 1959  | 1970  | 1979  | 1989  | 2002  | 2009  | 2010  |
| ----- | ----- | ----- | ----- | ----- | ----- | ----- |
| 5068  | ↘4872 | ↘4422 | ↘3681 | ↘3177 | ↘3135 | ↘2767 |
| 2011  | 2012  | 2013  | 2014  | 2015  | 2016  | 2017  |
| ↘2745 | ↘2699 | ↗2710 | ↘2709 | ↘2624 | ↘2565 | ↘2530 |
| 2021  |       |       |       |       |       |       |
| ↘1451 |       |       |       |       |       |       |

## Улицы
| - ул. 6 Пятилетки, - ул. Береговая, - пер. Береговой, - ул. Болотная, - ул. Боровая, - пер. Боровой, - ул. Восточная, - ул. Дачная, - ул. Депутатская, | - ул. Железнодорожная, - пер. Железнодорожный, - ул. Заводская, - пер. Заводской, - ул. Заозёрная, - ул. Индустриальная, - ул. Карьерная, - пер. Карьерный, - ул. Коммунистическая, | - ул. Комсомольская, - пер. Кооперативный, - ул. Лесная, - пер. Лесной, - ул. Луговая, - пер. Луговой, - ул. Молодёжная, - ул. Набережная, - ул. Нагорная, | - ул. Новая, - пер. Новый, - ул. Пионерская, - ул. Проточная, - ул. Профсоюзная, - пер. Профсоюзный, - ул. Рабочая, - пер. Рабочий, - ул. Сибирская, | - ул. Советская, - пер. Советский, - ул. Солнечная, - ул. Сосновая, - ул. Спутник, - ул. Столярная, - ул. Транспортная, - пер. Транспортный, - ул. Южная. |